# Schurre (Bodetal)

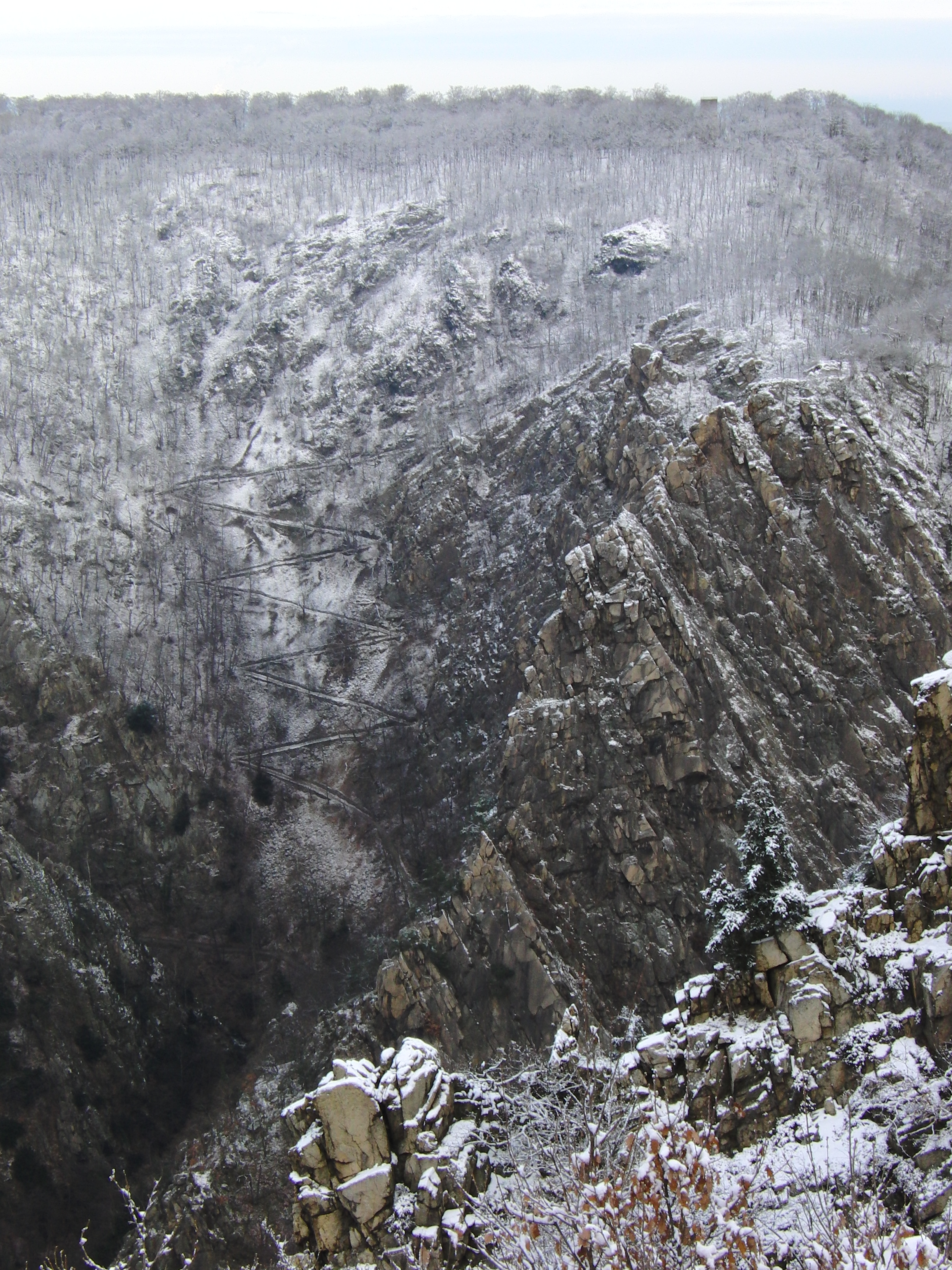
Die Schurre, 2009

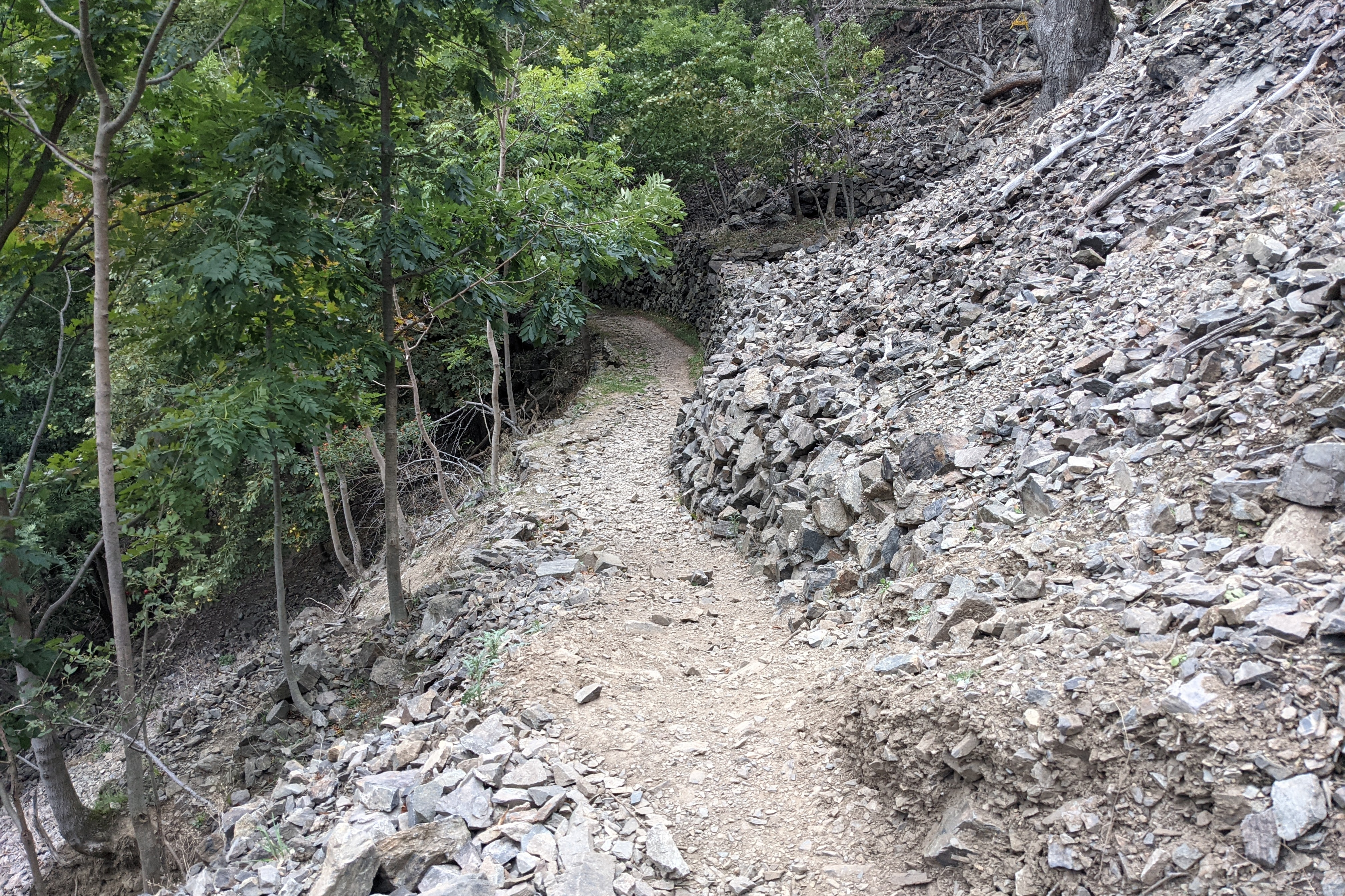
Der Wanderweg

Die Schurre ist eine Blockhalde in der Bodeschlucht im Unterharz bei Thale in Sachsen-Anhalt. Die Blockhalde befindet sich in langsam rutschender Bewegung, besonders bei stärkerem Regen „schurren“ die Blöcke teils hörbar zu Tal.
Der Name ist auf einen 1864 angelegten, viel begangenen Verbindungsweg zwischen der Bode und der Roßtrappe übergegangen. In 18 Spitzkehren windet sich die Schurre durch die steile Blockschutthalde. Der Weg wurde aufwändig trassiert und teilweise gepflastert. Von den wegbegleitend an diesem Extremstandort gepflanzten Bäumen haben einige überlebt. Die Begehung des Wanderweges bergauf ist aufgrund der rund 200 Höhenmeter und der starken Steigung schwierig.
Nach einem Felsabgang im Jahr 2010 war der Weg 11 Jahre lang gesperrt. Zunächst waren der Bau einer Umgehungstreppe hinauf zur ersten Serpentine und Räumungen diskutiert worden, doch über Jahre wurde keine Lösung umgesetzt, die die Schurre für Wanderer wieder begehbar gemacht hätte. Nachdem im Jahr 2015 die Hangsicherungsarbeiten für den im Tal verlaufenden Goetheweg abgeschlossen worden waren, übertrug das Land Sachsen-Anhalt im Jahr 2016 das komplette Roßtrappenmassiv an die Stadt Thale. Im Herbst 2020 begannen Sanierungsarbeiten am Wanderweg, die im Frühjahr 2021 abgeschlossen wurden. Die Kosten wurden auf 150.000 Euro geschätzt. Nach einem Unwetter im September 2022 war die Schurre für einige Wochen gesperrt. Im Oktober 2023 wurde bekanntgegeben, die Schurre solle nach den wiederholten Zerstörungen durch Unwetter nicht wieder instand gesetzt werden. Der Weg wurde aber nicht gesperrt. Schilder weisen darauf hin, dass es sich um einen schwierig zu begehenden Weg mit alpinem Charakter handelt. Im Oktober 2023 verunglückte ein 79-jähriger Wanderer auf der Schurre tödlich, als er einen Abhang hinunterstürzte.

## Die Schurre in der Literatur
In den Kapiteln 6 und 7 des Romans Cécile von Theodor Fontane wird der Abstieg von der Roßtrappe über die Schurre ins Bodetal thematisiert. Die Titelheldin lehnt es dabei ab, in einem Tragstuhl zu Tale befördert zu werden.